# Carrer del Pont (Aiguafreda)
El carrer del Pont és un carrer del municipi d'Aiguafreda (Osona) que forma part de l'Inventari del Patrimoni Arquitectònic de Catalunya. Està situat a l'antic camí ral, paral·lel a la N-152 (actual C 17), a continuació del carrer Major. El formen cases entre mitgeres, de planta baixa i un o dos pisos. A més de les cases conservades dels segles xviii i xix amb els portals dovellats o amb llindes, trobem cases de les primeres dècades del segle xx, amb alguns elements modernistes.